# 9-я пехотная дивизия (Российская империя)
9-я пехотная дивизия — пехотное соединение в составе Русской императорской армии.
Штаб дивизии: Полтава. Входила в 10-й армейский корпус.

## История дивизии

### Формирование
Сформирована 5 февраля 1806 года как 1-я дивизия. До 13 октября 1810 года в состав дивизии входила кавалерийская бригада. С 1811 года дивизия переименована в 11-ю пехотную. Впоследствии состав частей дивизии неоднократно изменялся. К 1914 году входила в состав 10-го армейского корпуса.
- 05.02.1806 — 04.05.1806 — 1-я дивизия
- 04.05.1806 — 27.03.1811 — 2-я дивизия
- 27.03.1811 — 12.01.1827 — 11-я пехотная дивизия
- 12.01.1827 — 06.12.1828 — 1-я бригада сводной дивизии 4-го пехотного корпуса
- 06.12.1828 — 02.04.1833 — 11-я пехотная дивизия
- 02.04.1833 — 25.01.1918 — 9-я пехотная дивизия

В 1812 в состав дивизии входили:
- 1-я бригада
  - Кексгольмский пехотный полк
  - Перновский пехотный полк
- 2‑я бригада
  - Полоцкий пехотный полк
  - Елецкий пехотный полк
- 3‑я бригада
  - 1‑й егерский полк
  - 33‑й егерский полк
- 17‑я полевая артиллерийская бригада

### Боевые действия
В Бородинском сражении 1-я бригада дивизии защищала центр русской позиции, отражая атаки кавалерии генерала Латур-Мобура.
Участвовала в Рава-Русской операции 1914 г. Дивизия – участница Люблин-Холмского сражения 9 – 22 июля 1915 г. Сражалась в Барановичской операции 1916 г.
К январю 1918 года дивизия с приданной артиллерийской бригадой, находившиеся в составе 10-го армейского корпуса 9-й армии, были украинизированы. Согласно приказу по Румынскому фронту от 19 февраля 1918 г. дивизия считалась расформированной с 25 января 1918 года.

## Состав дивизии (с 02.04.1833, места дислокации и полные наименования частей — на нач. XX в.)
- 1-я бригада (Полтава)
  - 33-й пехотный Елецкий полк
  - 34-й пехотный Севский генерала графа Каменского полк
- 2-я бригада (Кременчуг)
  - 35-й пехотный Брянский генерал-адъютанта князя Горчакова полк[7]
  - 36-й пехотный Орловский генерал-фельдмаршала князя Варшавского графа Паскевича-Эриванского полк (с 1903 года дислоцировался в Полтаве, позже переведён в Кременчуг, на место дислокации 34 Севского полка
- 9-я артиллерийская бригада (Полтава)

## Командование дивизии
(Командующий в дореволюционной терминологии означал временно исполняющего обязанности начальника или командира. Должности начальника дивизии соответствовал чин генерал-лейтенанта, и при назначении на эту должность генерал-майоров они, как правило, оставались командующими до момента своего производства в генерал-лейтенанты).

### Начальники дивизии
- 05.02.1806 — 22.10.1810[8] — генерал-майор (с 15.06.1806 генерал-лейтенант) граф Остерман-Толстой, Александр Иванович
  - 05.11.1807 — хх.хх.1808 — командующий генерал-майор (с 12.12.1807 генерал-лейтенант) Сукин, Александр Яковлевич
  - хх.хх.1808 — 22.10.1810 — командующий генерал-майор Лавров, Николай Иванович
- 22.10.1810 — 22.04.1812 — генерал-майор (с 30.08.1811 генерал-лейтенант) Лавров, Николай Иванович
  - 19.08.1811 — 19.12.1811 — командующий генерал-майор Филисов, Павел Андреевич
- 22.04.1812 — 24.04.1813[9] — генерал-майор Бахметьев, Николай Николаевич
  - 31.08.1812 — 13.04.1813 — командующий генерал-майор Чоглоков, Павел Николаевич
- 28.04.1813 — 08.01.1814 — командующий генерал-майор князь Гурьялов, Иван Степанович
- 08.01.1814 — 29.08.1814 — генерал-лейтенант принц Гольштейн-Ольденбургский, Август Павел Фридрих
- 29.08.1814[10] — 25.07.1820 — генерал-майор (с 30.08.1815 генерал-лейтенант) Цвиленёв, Александр Иванович
  - 29.08.1814 — хх.04.1815 — командующий генерал-майор князь Гурьялов, Иван Степанович
- 25.07.1820 — 26.09.1823 — генерал-майор Керн, Ермолай Фёдорович
- 26.09.1823 — 13.04.1824 — генерал-лейтенант Цвиленёв, Александр Иванович
- 13.04.1824 — 30.05.1824 — командующий генерал-майор Денисьев, Пётр Васильевич
- 30.05.1824 — 16.09.1826 — генерал-лейтенант Талызин, Фёдор Иванович
- 16.09.1826 — 01.01.1827 — генерал-майор Сулима, Николай Семёнович
- 12.01.1827 — 06.12.1828[11] — генерал-майор Андржейкович, Иван Фадеевич
- 06.12.1828 — 26.03.1830 — генерал-майор (с 22.09.1829 генерал-лейтенант) Кузьмин, Александр Яковлевич
- 26.03.1830 — 26.07.1839 — генерал-лейтенант Тимофеев, Василий Иванович
- 04.08.1839 — 01.01.1846 — генерал-майор (с 06.12.1840 генерал-лейтенант) Штегельман, Павел Андреевич
- 01.01.1846 — 06.12.1849 — генерал-майор (с 23.03.1847 генерал-лейтенант) Лисецкий, Антон Григорьевич
- 06.12.1849 — 07.04.1851[12] — генерал-лейтенант Клюки-фон-Клугенау, Франц Карлович
- 20.04.1851 — 13.09.1854 — генерал-майор (с 06.12.1851 генерал-лейтенант) Самарин, Василий Максимович
- 13.09.1854 — 14.10.1855[13] — генерал-майор (с 08.09.1855 генерал-лейтенант) Лисенко, Михаил Захарович
- 21.12.1855 — 05.02.1857[14] — генерал-майор (с 26.08.1856 генерал-лейтенант) Дейтрих, Фёдор Карлович
- 16.02.1857 — 06.12.1857 — командующий генерал-майор Хрущёв, Александр Петрович
- 06.12.1857 — 15.12.1857 — генерал-адъютант генерал-лейтенант князь Урусов, Павел Александрович
- 15.12.1857 — 01.08.1861 — генерал-майор (с 30.08.1860 генерал-лейтенант) Бруннер, Андрей Осипович
- 01.08.1861 — 25.12.1861 — генерал-лейтенант Кемферт, Павел Иванович
- 25.12.1861 — 13.01.1863 — генерал-майор (с 30.08.1862 генерал-лейтенант) Проскуряков, Александр Дмитриевич
- 13.01.1863 — 13.06.1866 — генерал-майор (с 30.08.1863 генерал-лейтенант) граф Нирод, Михаил Евстафьевич
- 13.06.1866 — 05.12.1868 — генерал-лейтенант Ольшевский, Мелентий Яковлевич
- 05.12.1868 — 28.03.1871 — командующий генерал-майор Иордан, Егор Егорович
- 07.04.1871 — 01.11.1876 — генерал-лейтенант Радецкий, Фёдор Фёдорович
- 01.11.1876 — 28.04.1881 — генерал-адъютант генерал-лейтенант князь Святополк-Мирский, Николай Иванович
- 28.04.1881 — 02.08.1884 — генерал-майор (с 15.05.1883 генерал-лейтенант) Блофиельд, Роберт Карлович
- 02.08.1884 — 16.07.1885 — генерал-лейтенант Авинов, Сергей Александрович
- 20.07.1885 — 29.09.1889 — генерал-лейтенант Максимовский, Михаил Семёнович
- 08.10.1889 — 23.05.1894 — генерал-майор (с 30.08.1890 генерал-лейтенант) Ковторадзе, Алексей Гаврилович
- 02.06.1894 — 09.01.1900 — генерал-лейтенант Казанский, Павел Петрович
- 28.02.1900 — 24.12.1903 — генерал-лейтенант Зарубаев, Николай Платонович
- 12.01.1904 — 02.05.1904 — генерал-майор (с 28.03.1904 генерал-лейтенант) фон Поппен, Георгий Васильевич
- 02.05.1904 — 17.01.1906 — генерал-майор (с 05.07.1904 генерал-лейтенант) Гершельман, Сергей Константинович
- 27.02.1906 — 04.11.1906[15] — командующий генерал-майор Полковников, Пётр Васильевич
- 22.11.1906 — 22.02.1907 — генерал-майор (с 06.12.1906 генерал-лейтенант) Коссович, Лев Игнатьевич
- 22.02.1907 — 09.04.1910 — генерал-майор (с 22.04.1907 генерал-лейтенант) Доможиров, Пётр Петрович
- 09.04.1910 — 29.06.1912 — генерал-лейтенант Зметнов, Георгий Александрович
- 29.06.1912 — 13.10.1914 — генерал-лейтенант Клембовский, Владислав Наполеонович
- 13.10.1914 — 28.04.1917 — генерал-лейтенант Лошунов, Иосиф Семёнович
- 15.06.1917 — хх.хх.хххх — командующий генерал-майор Шатковский, Николай Владиславович

### Начальники штаба дивизии
- 01.01.1857 — 27.06.1860 — подполковник фон Вессель, Владимир Христианович
- 27.06.1860 — 03.11.1860 — подполковник Эрнрот, Казимир Густавович
- 03.11.1860 — 22.06.1863 — полковник Колянковский, Тит Петрович
- 22.06.1863 — 25.06.1864 — полковник Феоктистов, Владимир Христофорович
- 12.07.1864 — после 03.05.1865 — полковник Померанцев, Александр Иванович
- 10.10.1865 — после 25.04.1868 — подполковник (с 27.03.1866 полковник) Барахович, Александр Яковлевич
- хх.хх.1868 — 21.06.1870 — подполковник (с 30.08.1869 полковник) Кумме, Александр Францевич
- 21.06.1870 — 28.07.1877 — подполковник (с 28.03.1871 полковник) Эллерс, Эдуард Гаврилович
- 31.08.1877 — 19.01.1883 — полковник фон Раабен, Рудольф Самойлович
- 19.01.1883 — 19.04.1884 — полковник Карпов, Александр Фёдорович
- 19.04.1884 — 31.03.1886 — полковник Бахмутов, Антон Константинович
- 31.03.1886 — 25.05.1888 — полковник Арцишевский, Иван Игнатьевич
- 19.09.1888 — 11.01.1895[16] — полковник Ясенский, Венедикт Алоизиевич
- 07.01.1895 — 27.07.1898 — полковник Четыркин, Николай Николаевич
- 16.08.1898 — 08.05.1900 — полковник Бутович, Михаил Васильевич
- 17.06.1900 — 15.03.1904 — полковник Колоколов, Михаил Евграфович
- 22.03.1904 — 14.06.1905 — полковник Гутор, Алексей Евгеньевич
- 17.07.1905 — 01.05.1906 — полковник Добророльский, Сергей Константинович
- 10.05.1906 — 08.05.1908 — полковник Тальгрен, Владимир Павлович
- 13.05.1908 — 13.01.1909 — полковник Гаврилов, Виктор Иванович
- 21.01.1909 — 18.07.1914 — полковник Уваров, Михаил Андреевич
- 22.07.1914 — 02.11.1914 — полковник Волховской, Михаил Николаевич
- 02.12.1914 — 02.09.1915 — полковник Кабалов, Александр Иванович
- 01.11.1915 — 11.02.1917 — и. д. подполковник (с 10.04.1916 полковник) Прохорович, Антон Ильич
- с 23.02.1917 — и. д. подполковник Душкевич, Александр Александрович

### Командиры 1-й бригады
В период с 28 марта 1857 по 30 августа 1873 должности бригадных командиров были упразднены
После начала Первой мировой войны в дивизии была оставлена должность только одного бригадного командира, именовавшегося командиром бригады 9-й пехотной дивизии.
- 05.02.1806 — 14.06.1806 — генерал-майор Седморацкий, Александр Карлович
- 14.06.1806 — 02.06.1807[17] — генерал-майор Мазовский, Николай Николаевич
- 02.06.1807[18] — 29.09.1809 — генерал-майор Мицкий, Иван Григорьевич
- 29.09.1809 — 17.01.1811 — генерал-майор Неверовский, Дмитрий Петрович
  - 14.09.1810 — 14.11.1810 — командующий генерал-майор Филисов, Павел Андреевич
- 17.01.1811 — 13.04.1813 — генерал-майор Чоглоков, Павел Николаевич
  - 17.01.1811 — 12.03.1811 — командующий флигель-адъютант полковник Удом, Иван Фёдорович
- 28.04.1813 — 21.11.1815[19] — генерал-майор князь Гурьялов, Иван Степанович
  - 28.04.1813 — 08.01.1814 — командующий майор (с 16.12.1813 подполковник) Некрасов, Николай Михайлович
  - 29.08.1814 — хх.04.1815 — командующий полковник Петерсен, Иван Фёдорович
  - 02.08.1815 — 21.11.1815[20] — командующий полковник Тургенев, Лев Антипович
- 21.11.1815 — 28.12.1816 — генерал-майор Капустин, Иван Фёдорович
- 28.12.1816 — 30.01.1817 — генерал-майор Медынцев, Яков Афанасьевич
- 30.01.1817 — 19.02.1820 — генерал-майор Яфимович, Иван Львович
- 19.02.1820 — 12.01.1827 — генерал-майор Свечин, Алексей Александрович
  - 04.06.1821 — 04.10.1821 — командующий полковник Насекин, Фёдор Львович
- 06.12.1828 — 29.10.1829[21] — генерал-майор Андржейкович, Иван Фадеевич
- 06.12.1829 — 21.04.1830 — генерал-майор Горихвостов, Александр Захарович
- 21.04.1830 — 05.12.1831 — генерал-майор Лаптев, Николай Иванович
- 06.12.1831 — 28.01.1832 — командующий полковник Максимов, Трофим Никитич
- 28.01.1832 — 02.04.1833 — командующий полковник Розлач, Данила Степанович
- 02.04.1833 — 01.05.1836 — генерал-майор Фези, Карл Карлович
- 01.05.1836 — 01.01.1839 — генерал-майор Пинабель, Людвиг Иванович
- 01.01.1839 — 30.03.1846[22] — генерал-майор Соколов, Григорий Николаевич
- 30.03.1846 — 31.08.1847 — генерал-майор Озерский, Василий Герасимович
- 31.08.1847 — 02.12.1849 — генерал-майор Каннабих, Александр Иванович
- 06.12.1849 — 26.01.1852 — генерал-майор Дзерулев, Василий Михайлович
- 26.01.1852 — 27.08.1855[23] — генерал-майор Юферов, Дмитрий Семёнович
- 10.10.1855 — 18.05.1856 — генерал-майор Шейдеман, Карл Фёдорович
- 10.06.1856 — 28.03.1857 — генерал-майор Глебов, Константин Николаевич
- 30.08.1873 — 14.03.1875 — генерал-майор Пороховников, Виктор Иванович
- 22.03.1875 — 03.08.1877 — генерал-майор Борейша, Игнатий Екимович
- 03.08.1877 — 14.11.1888 — генерал-майор (с 30.08.1888 генерал-лейтенант) Домбровский, Александр Васильевич
- 24.11.1888 — 23.05.1894 — генерал-майор Алексеев, Александр Евдокимович
- 30.05.1894 — 30.11.1895 — генерал-майор Засулич, Михаил Иванович
- 04.03.1896 — 24.10.1899 — генерал-майор Акинфиев, Константин Михайлович
- 24.10.1899 — 08.07.1901 — генерал-майор Ясенский, Венедикт Алоизиевич
- 21.07.1901 — до 19.09.1902[24] — генерал-майор Прилуков, Пётр Иванович
- 02.11.1902 — 29.12.1904 — генерал-майор Рябинкин, Константин Трофимович
- 10.01.1905 — 06.02.1907 — генерал-майор Ждановский, Константин Сакердонович
- 22.02.1907 — 23.02.1907[25] — генерал-майор Вальтер, Мечислав Константинович
- 15.03.1907 — 21.11.1908 — генерал-майор Довбор-Мусницкий, Константин Романович
- 28.11.1908 — 03.08.1909[26] — генерал-майор Бонч-Богдановский, Иосиф Михайлович
- 11.09.1909 — до 12.02.1911[27] — генерал-майор Богданович, Сергей Александрович
- 12.02.1911 — 15.08.1911 — генерал-майор Кублицкий-Пиоттух, Франц Феликсович
- 14.10.1911 — 13.10.1914 — генерал-майор Лошунов, Иосиф Семёнович
- 17.10.1914 — 19.12.1914 — генерал-майор Шипов, Павел Дмитриевич
- 19.12.1914 — 10.04.1915 — генерал-майор Попович-Липовац, Иван Юрьевич
- 19.04.1915 — 20.07.1915 — генерал-майор Койчев, Христо Нейкович
- 09.08.1915 — 25.06.1916[28] — генерал-майор Чижиков, Алексей Мартьянович
- 10.07.1916 — 15.06.1917 — генерал-майор Шатковский, Николай Владиславович
- 28.09.1917 — хх.хх.хххх — генерал-майор Попов, Владимир Васильевич

### Командиры 2-й бригады
- 05.02.1806 — 29.09.1809[29] — генерал-майор (с 12.12.1807 генерал-лейтенант) Сукин, Александр Яковлевич
  - 5.11.1807 — 10.03.1808 — командующий полковник барон Розен, Фёдор Фёдорович
- 29.09.1809 — 17.01.1811 — генерал-майор граф Ливен, Иван Андреевич
  - 25.11.1810 — 17.01.1811 — командующий полковник барон Розен, Фёдор Фёдорович
- 17.01.1811 — 21.11.1815[30] — генерал-майор Филисов, Павел Андреевич
  - 19.08.1811 — 19.12.1811 — командующий полковник Водопьянов
  - 07.08.1812 — 25.08.1812 — командующий подполковник Тургенев, Лев Антипович
  - 25.08.1812 — 31.08.1812[31] — командующий генерал-майор Лаптев, Василий Данилович
  - 31.08.1812 — 12.05.1813 — командующий подполковник Тургенев, Лев Антипович
  - 21.09.1813 — хх.хх.1814 — командующий полковник Петерсен, Иван Фёдорович
  - 01.06.1815 — 21.11.1815 — командующий генерал-майор Капустин, Иван Фёдорович
- 21.11.1815 — 28.04.1822 — генерал-майор Свечин, Никанор Михайлович
- 28.04.1822 — 30.08.1822 — командующий полковник Тилен, Фёдор Евстафьевич
- 30.08.1822 — 31.08.1823 — генерал-майор Берхман, Ермолай Астафьевич
- 26.09.1823 — 12.01.1827 — генерал-майор Панкратьев, Никита Петрович
- 29.12.1828 — 08.05.1829 — генерал-майор князь Прозоровский, Иван Петрович
- 08.05.1829 — 28.02.1832 — генерал-майор Слатвинский, Михаил Иванович
- 28.02.1832 — 29.10.1832 — командующий полковник фон Штейбе, Николай Александрович
- 29.10.1832 — 02.04.1833 — генерал-майор Фези, Карл Карлович
- 02.04.1833 — 28.08.1837[32] — генерал-майор Мартынцов, Василий Алексеевич
  - 04.12.1835 — 01.06.1836 — командующий полковник Рубец, Матвей Степанович
- 05.10.1837 — 12.11.1837 — командующий полковник Рубец, Матвей Степанович
- 12.11.1837 — 30.12.1837 — генерал-майор Баранов, Евстафий Евстафьевич
- 30.12.1837 — 01.01.1846 — генерал-майор Белогужев, Александр Николаевич
- 01.01.1846 — 24.02.1847 — генерал-майор Бабиков, Яков Егорович
- 21.12.1853 — 10.05.1855[33] — генерал-майор Адлерберг, Александр Яковлевич
- 26.06.1855 — 20.10.1855 — генерал-майор Носов, Иван Васильевич
- 20.10.1855 — 22.01.1857 — генерал-майор Хрущёв, Александр Петрович
- 30.08.1873 — 13.08.1877[34] — генерал-майор Дерожинский, Валериан Филиппович[35]
- 10.09.1877 — 14.09.1877 — генерал-майор Немира, Оттон Иосифович
- 14.09.1877 — 10.11.1884 — генерал-майор Ракуза, Пётр Яковлевич
- 15.11.1884 — 01.06.1888 — генерал-майор Бутенко, Семён Иванович
- 13.06.1888 — 02.11.1888 — генерал-майор Оржевский, Владимир Васильевич
- 31.07.1889 — 07.02.1894 — генерал-майор фон дер Ховен, Николай Егорович
- 26.02.1894 — 18.12.1896 — генерал-майор Кобордо, Болеслав Константинович
- 23.10.1897 — 11.10.1899 — генерал-майор Спокойский-Францевич, Евгений Степанович
- 24.10.1899 — 20.04.1903 — генерал-майор Энгельке, Николай Петрович
- 20.04.1903 — 15.08.1904[36] — генерал-майор Мартсон, Леонтий Владимирович
- 22.09.1904 — 13.12.1906 — генерал-майор Шатилов, Владимир Павлович
- 31.12.1906 — 27.03.1907 — генерал-майор Кастеллаз, Эдуард Ренатович
- 17.04.1907 — 09.05.1910 — генерал-майор Ворыпаев, Александр Евграфович
- 14.07.1910 — 23.07.1912 — генерал-майор Тишин, Сергей Сергеевич
- 23.07.1912 — 29.07.1914 — генерал-майор Матвеев, Михаил Львович
- 27.07.1914 — 18.08.1914 — (временно командующий) генерал-майор Свиты Е. И. В. Шипов, Павел Дмитриевич
- 29.08.1914 — 17.10.1914 — генерал-майор Попович-Липовац, Иван Юрьевич

### Командиры 3-й бригады
В 1833 3-я бригада расформирована.
- 05.02.1806 — 21.04.1806 — генерал-майор Вердеревский, Николай Иванович
- 13.05.1806 — 14.06.1806 — генерал-майор Алексеев, Иван Степанович
- 14.06.1806 — 16.08.1807 — генерал-майор граф Ливен, Иван Андреевич
- 19.08.1807 — 26.11.1810[37] — генерал-майор Ушаков, Фёдор Александрович
  - 28.05.1809 — 17.01.1811 — командующий полковник Бистром, Адам Иванович
- 17.01.1811 — 29.05.1811 — генерал-майор граф Ливен, Иван Андреевич
- 29.05.1811[38] — 21.11.1812 — полковник Бистром, Адам Иванович
- 21.11.1812 — 03.04.1814 — генерал-майор Карпенко, Моисей Иванович
- 03.04.1814 — 16.12.1815 — генерал-майор Бистром, Адам Иванович
- 25.12.1815 — 08.02.1816 — генерал-майор Сазонов, Фёдор Васильевич
- 08.02.1816 — 08.03.1816 — командующий полковник Ножин, Александр Фёдорович
- 08.03.1816 — 01.01.1826[39] — генерал-майор Денисьев, Пётр Васильевич
  - 13.04.1824 — 30.05.1824 — командующий полковник Бушен, Христиан Николаевич
- 01.01.1826 — 28.01.1826 — генерал-майор Чебышёв, Сергей Сергеевич
- 28.01.1826 — 19.03.1826 — генерал-майор Денисьев, Пётр Васильевич
- 19.03.1826 — 12.01.1827 — генерал-майор Андржейкович, Иван Фадеевич
- 06.12.1828 — 23.01.1829 — генерал-майор Семишин, Павел Михайлович
- 23.01.1829 — 25.02.1832 — генерал-майор Свечин, Алексей Александрович
- 28.02.1832 — 25.03.1832 — командующий полковник Черторижский, Иван Николаевич
- 25.03.1832 — 02.04.1833 — генерал-майор Мартынцов, Василий Алексеевич

### Помощники начальника дивизии
В период с 28 марта 1857 года по 30 августа 1873 года помощники начальника дивизии фактически являлись бригадными командирами.
- 28.03.1857 — 22.04.1859 — генерал-майор Бялый, Леонард Онуфриевич
- 22.04.1859 — 18.04.1860 — генерал-майор Ган, Александр Фёдорович
- 18.04.1860 — 23.10.1861 — генерал-майор Фарафонтов, Николай Александрович
- 23.10.1861 — 06.01.1863 — генерал-майор Лихутин, Михаил Доримедонтович
- 06.01.1863 — 07.07.1863 — генерал-майор Фиркс, Александр Александрович
- 07.07.1863 — 05.12.1868[40] — генерал-майор Иордан, Егор Егорович
- 05.12.1868 — 30.08.1873[41] — генерал-майор Пороховников, Виктор Иванович

### Командиры 9-й артиллерийской бригады
Номер в наименовании артиллерийской бригады изменялся параллельно с номером пехотной дивизии, к которой бригада была приписана.
До 1875 г. должности командира артиллерийской бригады соответствовал чин полковника, а с 17 августа 1875 г. - чин генерал-майора.
- 23.08.1806 — 11.09.1806 — полковник Ставицкий, Пётр Фёдорович
- 11.09.1806 — 07.09.1807 — генерал-майор граф Кутайсов, Александр Иванович
- 07.09.1807 — 07.11.1807 — полковник Кудрявцев, Дмитрий Иванович
- 15.11.1807 — 21.12.1807 — командующий подполковник Хотяев, Василий Иванович
- 21.12.1807 — 12.10.1811 — полковник Гине, Яков Егорович
- 12.10.1811 — 13.07.1812[43] — подполковник Котляров, Александр Фёдорович
- 13.07.1812 — 02.05.1816 — подполковник Малеев, Александр Семёнович
- 02.05.1816 — 25.02.1821 — полковник Магденко, Иван Семёнович
- 25.02.1821 — 28.02.1832 — подполковник (с 01.07.1826 полковник) Черторижский, Иван Николаевич
- 19.04.1832 — 27.12.1838 — полковник Сахновский, Андрей Григорьевич
- 27.12.1838 — 19.11.1844 — полковник Персидский, Андрей Алексеевич
- 19.11.1844 — 06.12.1854 — полковник (с 09.08.1849 генерал-майор) Проскуряков, Семён Алексеевич
- 15.12.1854 — после 17.02.1856 — полковник Горонович, Василий Николаевич
- хх.хх.1856 — после 25.04.1868 — полковник (с 17.04.1863 генерал-майор) Лихачёв, Фёдор Осипович
- 25.07.1868 — 25.01.1879 — полковник (с 18.05.1875 генерал-майор) Аносов, Алексей Васильевич
- 25.01.1879 — 19.01.1886 — генерал-майор Разумихин, Павел Васильевич
- 26.01.1886 — хх.хх.1889 — генерал-майор Кокарев, Пётр Александрович
- 09.01.1890 — 09.08.1896 — генерал-майор Будде, Александр Эммануилович
- 09.08.1896 — 11.08.1900 — генерал-майор Лонткевич, Людвиг Юстинович
- 11.08.1900 — 20.08.1903 — полковник (с 01.01.1901 генерал-майор) Буякович, Евгений Владимирович
- 20.08.1903 — 02.05.1904 — генерал-майор фон Шлейер, Адольф Александрович
- 02.05.1904 — 03.07.1908 — полковник (с 01.04.1905 генерал-майор) Сухинский, Пётр Васильевич
- 16.08.1908 — 23.11.1909 — генерал-майор князь Кантакузен, Михаил Михайлович
- 10.12.1909 — 22.06.1912 — генерал-майор Кузнецов, Николай Михайлович
- 22.06.1912 — 18.12.1913 — генерал-майор Бурман, Андрей Владимирович
- 18.12.1913 — 27.08.1914[44] — генерал-майор Федченко, Дмитрий Дмитриевич
- 11.10.1914 — 10.10.1916 — генерал-майор Богаевский, Лев Алексеевич
- 10.10.1916 — после 05.08.1917 —  полковник (с 05.08.1917 генерал-майор) Калишевский, Вячеслав Иосифович

### Командиры кавалерийской бригады 1-й (с 04.05.1806 2-й) дивизии
В 1810 г. кавалерия выведена из состава дивизии
- 05.02.1806 — 29.05.1807[46] — генерал-адъютант генерал-майор Кожин, Сергей Алексеевич
- 29.05.1807 — 27.06.1807 — командующий генерал-майор барон Меллер-Закомельский, Фёдор Иванович
- 27.06.1807 — 13.10.1810 — генерал-майор Кнорринг, Отто Фёдорович